# 波氏虎属
波氏虎属（学名：Bogertia）是叶趾虎科的一属。属内物种多被并入叶足虎属（Phyllopezus）。

## 下属物种
本属包括以下物种：
- Bogertia lutzae Loveridge, 1941